# Apple Remote Desktop
Apple Remote Desktop (ARD) je aplikace pro Macintosh vydaná společností Apple Inc. První verze vyšla 14. března 2002 a nahradila podobný produkt Apple Network Assistant. Je zaměřená na správce počítačů a učitele, kteří zodpovídají za velké množství počítačů. Mohou tak přes síť vzdáleně sledovat nebo řídit ostatní počítače a pomoci jednotlivci nebo provádět skupinové demonstrace.

## Verze
Prapůvodní verze 1, která používala protokol UDP na portu 3283, umožňovala dálkově ovládat a sledovat počítače (běžící na Mac OS 8.1 nebo novějším) z počítače se systémem Mac OS X. Také umožňovala ovládané počítače vypnout či restartovat, zamknout pracovní plochu či probudit ze spánku. To vše dálkově. Mimo to obsahovala jednoduchý souborový manažer umožňující správcům instalovat dálkově jednoduché aplikace. Aplikace, které nešly dálkově přímo instalovat, bylo možno nejprve na cílový počítač nakopírovat a poté pomocí vzdáleného ovládání nainstalovat, jako by to udělal uživatel sedící před počítačem.
Verze 1.1 (vydaná 20. srpna 2002) představila vzdálený plánovač úloh.
Verze 1.2 (vydaná 2. dubna 2003) přidala funkce pro snadnou správu velkého množství počítačů. Software mohl být nyní instalován na velké množství počítačů současně, a to bez nutnosti používat u toho interface klienta. Systém mohl být nabootován z NetBoot serveru a poté mohl být na disk přesunut celý obraz disku. To umožnilo kompletní obnovu systému včetně konfigurace za velmi krátký čas a navíc opět vzdáleně. V neposlední řadě klient ARD umožňoval vzdálenou aktualizaci sebe sama v případě vydání nové verze.
Apple 16. prosince 2003 vydal menší aktualizaci, která ARD posunula na verzi 1.2.4. Tato aktualizace se soustředila na lepší zabezpečení, výkon a spolehlivost.
21. června 2004 Apple oznámil vydání ARD 2 (vydáno v červenci), jenž byl koncipován pro využití VNC namísto původně použitého protokolu ARD. To umožnilo sledovat a ovládat veškeré počítače, na kterých běžel serverový software kompatibilní s VNC (takže i Windows či unixové systémy). Naopak zase šel softwarem kompatibilním s VNC ovládat kterýkoliv Mac s běžícím ARD 2. Od této verze se také používá TCP protokol pro většinu funkcí (na portech 5900 a 5988) namísto méně spolehlivého protokolu UDP, který byl použit v ARD 1. Další významný přínos ARD 2 byl seznam úloh (Task List), který umožňoval vzdálené úlohy řadit do fronty a hlavně sledovat jejich stav (jestli byly úspěšné, či nikoliv). Tato verze ukončila podporu starších Mas OS, od teď vyžaduje Mac OS X 10.2.8 nebo novější.
11. října 2004 Apple uvolnil verzi 2.1, která zlepšila mnoho již existujících vlastností přidáním možnosti zobrazit vzdáleně plochu počítače v režimu celé obrazovky, a to i počítače s více než jedním monitorem. Rovněž přidala podporu pravého tlačítka myši a rolovacího kolečka.
29. dubna 2005 Apple uvolnil verzi 2.2. Ta přišla s podporou Mac OS X 10.4, několika opravami chyb a zlepšením stability.
11. dubna 2006 Apple vydal novou verzi 3.0, která je již Universal Binary a přináší vylepšené funkce aktualizace softwaru, vyhledávání pomocí Spotlight, podporu Automatoru a zrychlení propustnosti a šifrování v přenosu souborů.
16. listopadu 2006 Apple uvolnil verzi 3.1 s podporou Xserve Lights Out Management, což je utilita na vzdálené sledování serverů založených na Intelu. resp. měření jejich napětí, teploty, otáček ventilátorů a podobně.
18. října 2007 Apple uvolnil verzi 3.2 s podporou Mac OS X Leopard a kompatibilitou VNC softwaru třetích stran.
20. srpna 2009 vydal Apple verzi 3.3, která řeší mnoho chyb a přináší možnost na vzdálený počítač poslat kombinaci stisknutých kláves.
Aktuální verze 3.4 přináší kompatibilitu s Mac App Store. Ten je dostupný v Mac OS X 10.6.6 a novějších.

## Šifrování
Do verze 3 ARD šifroval pouze hesla, pohyby myši a stisky kláves. Přenášená grafika ani přenosy souborů šifrované nebyly. Apple proto doporučoval použít VPN, pokud přenos probíhá přes veřejnou část sítě. Předchází to možnosti odposlouchávání ARD přenosu.
ARD 3.0 již podporuje použití 128b AES šifrování celkového provozu.